# Allan
Allan é uma comuna francesa na região administrativa de Auvérnia-Ródano-Alpes, no departamento de Drôme. Estende-se por uma área de 28,81 km². Em 2010 a comuna tinha 1 785 habitantes (densidade: 62 hab./km²).